# ألبيتسي

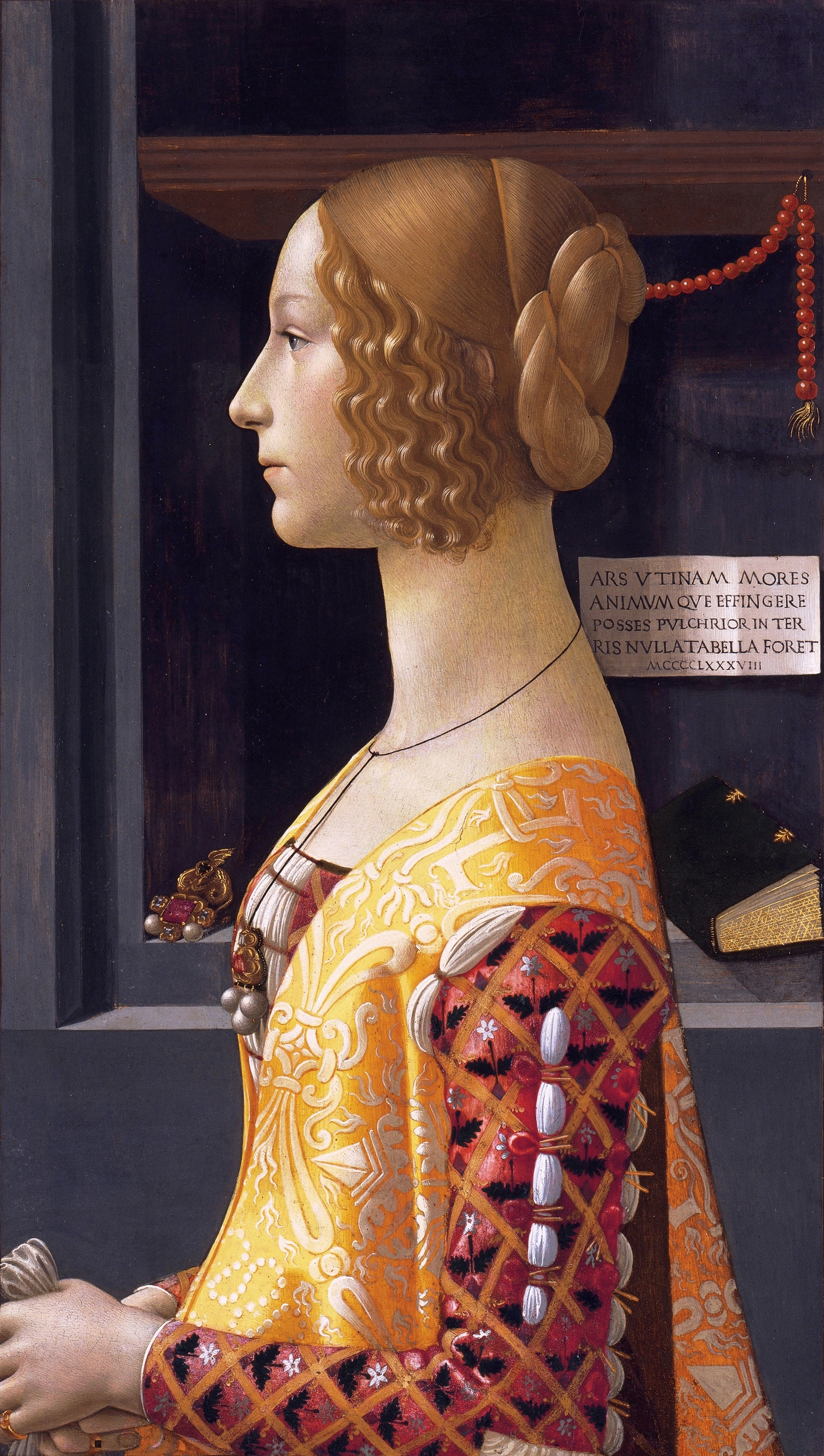
جيوفانا ديلي ألبيتسي بريشة دومنيكو جرلاندايو.

عائلة ألبيتسي (بالإيطالية: Albizzi)‏ كانت عائلة من فلورنسا تمركزت أصلاً في أريتسو وكانوا خصوماً لأسرتي ميديشي وألبرتي. كانوا في مركز الأوليغارشية الفلورنسية في 1382 في رد الفعل الذي أعقب ثورة تشيومبي إلى صعود آل ميديشي في 1434.